# Cromosoma 18
Con il nome di cromosoma 18 si indica, per convenzione, il diciottesimo cromosoma autosomico umano in ordine di grandezza (calcolando anche il cromosoma X, risulta essere il diciannovesimo). Gli individui presentano solitamente due copie del cromosoma 18, come di ogni autosoma. Il cromosoma 18 possiede oltre 76 milioni di nucleotidi. I due cromosomi 18 rappresentano circa il 2,5% del DNA totale nelle cellule umane.
Il cromosoma 18 contiene di certo oltre 350 geni, ma si ritiene possa contenerne oltre 400.
Il numero di polimorfismi a singolo nucleotide (SNP)  individuati è di oltre 300.000.

## Geni
I seguenti sono alcuni dei geni identificati sul cromosoma 18:
- FECH: ferrochelatasi (legata alla protoporfiria)
- NPC1: proteina legata alla malattia di Niemann-Pick (tipo C1)

## Malattie
Alcune patologie legate a problemi a carico del cromosoma 18:
- Protoporfiria eritropoietica;
- Telangiectasia emorragica ereditaria;
- Malattia di Niemann-Pick;
- Porfiria;
- Trisomia 18;
- Ring 18;
- Sindrome di Pitt-Hopkins.